# Steven Santini
Steven Michael Santini (* 7. März 1995 in Bronxville, New York) ist ein US-amerikanischer Eishockeyspieler, der seit Juli 2024 bei den Tampa Bay Lightning aus der National Hockey League unter Vertrag steht und parallel für deren Farmteam, die Syracuse Crunch, in der American Hockey League auf der Position des Verteidigers spielt.

## Karriere
Santini spielte während seiner Juniorenzeit zwischen 2009 und 2011 zunächst im Bundesstaat New York für die Brewster Bulldogs in der Empire Junior Hockey League und die New York Apple Core in der Eastern Junior Hockey League. Zur Saison 2011/12 wechselte der damals 16-Jährige ins National Team Development Program des US-amerikanischen Eishockeyverbandes USA Hockey, für das er die folgenden beiden Spielzeiten national in der United States Hockey League auflief, aber auch international vertrat. Am Ende seines zweijährigen Engagements dort wurde er im NHL Entry Draft 2013 in der zweiten Runde an 42. Stelle von den New Jersey Devils aus der National Hockey League ausgewählt. Zunächst schrieb sich der Verteidiger aber am Boston College ein und verfolgte in den folgenden drei Jahren ein Studium. Parallel spielte er für das Eishockeyteam des Colleges in der Hockey East, einer Division im Spielbetrieb der National Collegiate Athletic Association. Dort fand er sich am Ende der Spielzeit 2013/14 im All-Rookie Team wieder und wurde in der Saison 2015/16 als bester defensiver Verteidiger ausgezeichnet.
Ein Jahr vor dem Ende seines Studiums unterschrieb Santini im April 2016 einen Profivertrag bei den New Jersey Devils, womit er seine Collegekarriere beendete. Im restlichen Verlauf des Spieljahres 2016/17 debütierte der Abwehrspieler noch für die Devils in der NHL. Zu Beginn der Saison 2016/17 fand sich Santini im Kader des Farmteams Albany Devils in der American Hockey League wieder, ehe er Anfang Januar 2017 abermals zu den New Jersey Devils beordert und dort fortan regelmäßig eingesetzt wurde. Die Spielzeit 2017/18 verbrachte er ebenfalls im Wechsel zwischen NHL und dem neuen AHL-Farmteam, den Binghamton Devils, bevor sein Vertrag im Sommer 2018 um drei Jahre verlängert wurde.
Im Juni 2019 wurde Santini jedoch samt Jérémy Davies und jeweils einem Zweitrunden-Wahlrecht für die NHL Entry Drafts 2019 und 2020 an die Nashville Predators abgegeben. Im Gegenzug erhielten die Devils P. K. Subban. Nach einem Jahr in Nashville wurde sein auslaufender Vertrag nach der Spielzeit 2019/20 nicht verlängert, sodass er sich im Oktober 2020 als Free Agent den St. Louis Blues anschloss. In gleicher Weise wechselte er im Juli 2023 zu den Los Angeles Kings, ebenso wie im Juli 2024 zu den Tampa Bay Lightning.

### International
Für sein Heimatland spielte Santini im Juniorenbereich bei der World U-17 Hockey Challenge 2012 sowie der U18-Junioren-Weltmeisterschaft 2013 und der U20-Junioren-Weltmeisterschaft 2014. Dabei konnte er bei der World U-17 Hockey Challenge und der U18-Junioren-Weltmeisterschaft jeweils die Silbermedaille gewinnen. Die U18-Junioren-Weltmeisterschaft konnte er zudem mit der Auszeichnung zum besten Verteidiger des Turniers abschließen. Die U20-Junioren-Weltmeisterschaft endete mit dem Erreichen des fünften Platzes.
Zwei Jahre nach seinem letzten internationalen Auftritt debütierte Santini als frischgebackener NHL-Spieler für die Herren-Nationalmannschaft der US-Boys bei der Weltmeisterschaft 2016 in Russland. Der Abwehrspieler absolvierte alle zehn Turnierspiele, verbuchte dabei aber keinen Scorerpunkt. Zum Medaillengewinn reichte es nach Niederlagen im Halbfinale gegen Kanada und im Spiel um den dritten Platz gegen Gastgeber Russland nicht.

## Erfolge und Auszeichnungen
- 2014 Hockey East All-Rookie Team
- 2016 Hockey East Best Defensive Defenseman

### International
- 2012 Silbermedaille bei der World U-17 Hockey Challenge
- 2013 Silbermedaille bei der U18-Junioren-Weltmeisterschaft
- 2013 Bester Verteidiger der U18-Junioren-Weltmeisterschaft

## Karrierestatistik
Stand: Ende der Saison 2024/25

### International
Vertrat die USA bei:
- World U-17 Hockey Challenge 2012
- U18-Junioren-Weltmeisterschaft 2013
- U20-Junioren-Weltmeisterschaft 2014
- Weltmeisterschaft 2016

(Legende zur Spielerstatistik: Sp oder GP = absolvierte Spiele; T oder G = erzielte Tore; V oder A = erzielte Assists; Pkt oder Pts = erzielte Scorerpunkte; SM oder PIM = erhaltene Strafminuten; +/− = Plus/Minus-Bilanz; PP = erzielte Überzahltore; SH = erzielte Unterzahltore; GW = erzielte Siegtore; 1 Play-downs/Relegation; Kursiv: Statistik nicht vollständig)